# Juju (album de Wayne Shorter)
Pour les articles homonymes, voir Juju (homonymie).
Albums de Wayne Shorter
Night Dreamer
(1964) Speak No Evil
(1965)
Juju est un album du saxophoniste de jazz Wayne Shorter sorti en 1964 sur le label Blue Note.

## Historique
(21 mars 2024).
- Si vous ne connaissez pas le sujet, laissez ce bandeau (vous pouvez alors contacter les auteurs).
- Si vous supprimez le contenu mis en cause (vous pouvez préalablement contacter les auteurs),

argumentez précisément cette suppression dans la page de discussion
(un manque de référence n'est pas un argument ; une recherche réelle de référence doit avoir été effectuée, être formellement documentée).
Cet album est marqué par l'influence de John Coltrane, avec qui Shorter avait étudié, et dont le style est décelable dans les compositions et le jeu. Sur Juju, le timbre de Shorter est âpre, ses phrases sont longues et explosives, caractéristiques qu'on ne retrouvera plus par la suite. Les accords de Yes or No rappellent ceux de Moment's Notice (Blue Train, 1957), et House of Jade, comme d'autres ballades de Shorter (dont Infant Eyes, sur Speak No Evil) est similaire, dans la structure et la mélodie, à Naima[réf. nécessaire]. Le choix des musiciens reflète également l'influence de Coltrane : McCoy Tyner (piano), Elvin Jones (batterie) et Reggie Workman (contrebasse), ce qui est par exemple la section rythmique de Africa/Brass.
Sur Speak No Evil, enregistré plus tard en 1964, les phrases de Shorter sont plus courtes, plus douces et plus rondes (Shorter est alors sous l'influence de Miles Davis, avec lequel il joue).
Les « liner notes » originales de l'album ne font aucune mention de Coltrane. Bob Blumenthal, qui a écrit les notes de la nouvelle édition Rudy Van Gelder, suppose qu'il s'agit d'une omission volontaire.

## Liste des pistes
Toute la musique est composée par Wayne Shorter.
| No | Titre                                    | Durée |
| -- | ---------------------------------------- | ----- |
| 1. | JuJu                                     | 8:30  |
| 2. | Deluge                                   | 6:49  |
| 3. | House of Jade                            | 6:49  |
| 4. | Mahjong                                  | 7:39  |
| 5. | Yes or No                                | 6.34  |
| 6. | Twelve More Bars to Go                   | 5:26  |
| 7. | JuJu (Prise alternative, bonus)          | 7:48  |
| 8. | House of Jade (Prise alternative, bonus) | 6:37  |

## Personnel
- Wayne Shorter - saxophone tenor
- McCoy Tyner - piano
- Reggie Workman - contrebasse
- Elvin Jones -  batterie